# Andriana marojejyensis
Andriana marojejyensis är en växtart i släktet Andriana och familjen flockblommiga växter.
Arten är en mindre buske som förekommer på nordöstra Madagaskar. Den beskrevs som Heteromorpha marojejyensis av Jean-Henri Humbert 1955, och fick sitt nu gällande namn av Ben-Erik van Wyk 1999.